# Tomorrow You're Gone
Tomorrow You're Gone è un film del 2012 diretto da David Jacobson.
Pellicola thriller statunitense, con protagonisti Stephen Dorff e Willem Dafoe.

## Trama
Charlie Rankin viene scarcerato e l'unico pensiero è quello di vendicarsi del suo mentore William "Il Buddha" Pettigrew.

## Produzione
Le riprese del film si svolgono tra Los Angeles e Cleveland.

## Distribuzione
La pellicola viene distribuita nelle sale cinematografiche britanniche a partire dal 31 ottobre 2012, mentre negli Stati Uniti d'America viene presentato al Savannah Film and Video Festival il 1º novembre.